# Фаррелл (Пенсільванія)
Фаррелл (англ. Farrell) — місто (англ. city) в США, в окрузі Мерсер штату Пенсільванія. Населення — 4258 осіб (2020).

## Географія
Фаррелл розташований за координатами 41°12′41″ пн. ш. 80°29′49″ зх. д. / 41.21139° пн. ш. 80.49694° зх. д. (41.211263, -80.496865).  За даними Бюро перепису населення США в 2010 році місто мало площу 5,93 км², уся площа — суходіл.

## Демографія
Згідно з переписом 2010 року, у місті мешкало 5111 осіб у 2181 домогосподарстві у складі 1318 родин. Густота населення становила 862 особи/км².  Було 2593 помешкання (437/км²).
Расовий склад населення:
| - 48,8 % — чорних або афроамериканців - 45,4 % — білих - 0,2 % — корінних американців - 0,2 % — азіатів |

До двох чи більше рас належало 5,1 %. Частка іспаномовних становила 1,4 % від усіх жителів.
За віковим діапазоном населення розподілялося таким чином: 24,4 % — особи молодші 18 років, 56,9 % — особи у віці 18—64 років, 18,7 % — особи у віці 65 років та старші. Медіана віку мешканця становила 40,9 року. На 100 осіб жіночої статі у місті припадало 84,4 чоловіків;  на 100 жінок у віці від 18 років та старших — 78,6 чоловіків також старших 18 років.
Середній дохід на одне домашнє господарство  становив 40 006 доларів США (медіана — 29 806), а середній дохід на одну сім'ю — 48 965 доларів (медіана — 41 584). Медіана доходів становила 41 908 доларів для чоловіків та 40 024 долари для жінок. За межею бідності перебувало 22,5 % осіб, у тому числі 40,4 % дітей у віці до 18 років та 16,9 % осіб у віці 65 років та старших.
Цивільне працевлаштоване населення становило 1689 осіб. Основні галузі зайнятості: освіта, охорона здоров'я та соціальна допомога — 39,8 %, виробництво — 14,3 %, мистецтво, розваги та відпочинок — 10,5 %, роздрібна торгівля — 10,3 %.